# متلازمة كلوية خلقية
المتلازمة الكلوية الخلقية (النفروز الخلقي)، أحد أمراض الكلى النادرة التي تظهر عند الرضع خلال الأشهر الثلاثة الأولى من العمر. تتميز هذه المتلازمة بمستويات عالية من البروتين في البول (بيلة بروتينية)، وانخفاض مستويات البروتين في الدم، ووذمات معممة. يحدث هذا المرض بسبب طفرات جينية تؤدي إلى خلل في حاجز الرشح الكبيبي وتسمح بتسرب بروتينات البلازما إلى البول.

## العلامات والأعراض
يؤدي فقدان البروتين في البول إلى وذمات معممة في الجسم وانتفاخ في البطن في الأسابيع والأشهر الأولى من العمر. قد يؤدي احتباس السوائل إلى السعال (وذمة رئة) وقصور قلب. يمكن أن يؤدي فقدان البروتين في البول إلى ظهور رغوة في البول، وقد يولد الأطفال قبل الوقت الطبيعي مع وزن منخفض ويكون لديهم نقص في السائل الأمنيوسي أو كبر في حجم المشيمة.

### المضاعفات[1][3]
- التهابات شديدة ومتكررة بسبب فقدان الغلوبولينات المناعية في البول.
- سوء تغذية وضعف نمو.
- جلطات دموية (فرط التخثر) بسبب عدم توازن بين عوامل التخثر في البلازما بسبب فقدان البروتينات في البول.
- قصور غدة درقية بسبب فقدان البروتينات المرتبطة بهرمون الغدة الدرقية في البول.
- هشاشة عظام مرتبطة بنقص فيتامين دال.
- قصور كلوي حاد.
- قصور كلوي مزمن في نهاية المطاف.

## التشخيص
يكشف الفحص السريري عن احتباس كبير للسوائل في الجسم ووذمات معممة. يمكن سماع أصوات غير طبيعية في القلب والرئتين أثناء إجراء الفحص السريري بالسماعة. قد يكون ضغط الدم مرتفعًا، وقد تظهر على المريض علامات سوء تغذية.
يعتبر تحليل البول من الإجراءات التشخيصية الهامة، ويلاحظ فيه وجود كميات كبيرة من البروتين وكميات صغيرة من الدم في البول. قد تكون وظائف الكلى طبيعية في الأسابيع أو الأشهر الأولى من الحياة. تظهر التحاليل المخبرية أيضًا انخفاض مستويات البروتين (الألبومين) والغلوبولين المناعي في الدم وارتفاع مستويات الشحوم الثلاثية والكوليسترول، وقد تظهر تحاليل الدم أيضًا قصورًا في الغدة الدرقية ونقصًا في الفيتامين دال. تظهر الكلى عند التصوير بالموجات فوق الصوتية متضخمة ومفرطة الصدى.
لا تؤكد خزعة الكلية سبب المتلازمة الكلوية الخلقية بدقة، ولكن نتائج الفحص النسيجي قد تساعد في تطوير استراتيجيات العلاج، ويمكن لنتائج الفحص المجهري الضوئي أن تتراوح من الحد الأدنى من اعتلال الكلية إلى التصلب الكبيبي القطاعي البؤري أو التصلب المتوسط المنتشر، ولا بد من إجراء تحليل جيني لتحديد السبب الدقيق للمتلازمة الكلوية الخلقية، إذ يمكن أن يساعد فهم السبب الأساسي في علاج المرض والتشخيص والاستشارات الوراثية.

## العلاج
تكون الأشكال الجينية للمتلازمة الكلوية معندة على العلاج للستيرويد وغيره من العلاجات المثبطة للمناعة. يهدف العلاج للسيطرة على تسريب البروتين عن طريق البول وتخفيف الوذمات، وتوفير تغذية جيدة تسمح للطفل بالنمو الطبيعي، ومنع حدوث المضاعفات، ولذلك يجب إجراء علاج مبكر وفعال للسيطرة على المرض.
يحتاج المرضى الذين يعانون من فقدان البروتين بشكل حاد في البول إلى حقن الألبومين عن طريق الوريد للمساعدة في تعويض فقدان البروتين وتساعد الأدوية المدرة للبول على تخليص الجسم من السوائل الزائدة، أما بالنسبة للمرضى الذين يعانون من فقدان بروتين البول الخفيف إلى المتوسط تُستخدم عندهم الأدوية المثبطة للإنزيم المحول للأنجيوتنسين (مثل كابتوبريل) ومضادات الالتهاب غير الستيرويدية (مثل الإندوميتاسين) لتقليل تسرب البروتين عبر البول. يمكن أن تقلل عملية استئصال الكلى من فقدان البروتين وتحد من تسريب الألبومين، أما عند الرضع الذين يعانون من طفرات جينية مؤهبة للتسرطن يجب إجراء استئصال الكليتين لديهم لمنع تطور ورم ويلمز في المستقبل.